# École de la Neuville
L'École de la Neuville, fondée en 1973, est un établissement scolaire qui a développé son projet en collaboration avec Françoise Dolto et Fernand Oury. Ses pratiques s'inspirent de la pédagogie institutionnelle. École privée hors contrat, l'École de la Neuville est un internat de semaine accueillant une quarantaine d'enfants âgés de 6 à 16 ans encadrés par une dizaine d'adultes.

## Histoire
En 1973, Fabienne d'Ortoli, Michel Amram et Pascal Lemaître s'installent en Normandie, à La Neuville-du-Bosc, dans l'Eure, avec le désir d'y développer un projet pédagogique original. Ils rencontrent à cette époque Françoise Dolto et Fernand Oury, qui deviennent, respectivement, la marraine et le parrain de l'école. Tous deux accompagnent jusqu'à la fin de leur vie le projet en conseillant les fondateurs. C'est ainsi que s'établissent les premiers principes de ce qui se nomme alors le "GAP", Groupe d'Action Pédagogique.
Les proches de l'école prennent l'habitude de parler de "L'école de la Neuville", plutôt que de GAP ; élèves et adultes déménagent en 1982, et s'installent en Seine-et-Marne à Chalmaison.

## Pédagogie
Le projet pédagogique repose sur une forte participation des élèves, autant dans la vie quotidienne que dans les décisions qui concernent les règlements et le fonctionnement de l'école. Les outils de la pédagogie institutionnelle (tels que les ceintures de comportement, les réunions, les "métiers", etc.) font partie intégrante du projet. 
La scolarité est mise en œuvre au sein de 3 classes multi-âges : la Classe de l'Escalier (équivalant à la classe primaire) ; la Classe des Onze Marches et la Classe de l'Angle, qui assurent le programme du Collège.
Les après-midis sont consacrés à des activités variées, sous la forme d'"ateliers" proposant des activités sportives, ludiques, artistiques, manuelles, ou au service du fonctionnement quotidien de l'école (atelier cuisine) .
Par ailleurs, plusieurs projets importants sont mis en œuvre chaque année : le voyage en Europe, qui permet au groupe de visiter chaque année une capitale européenne ; la comédie musicale, organisée chaque année. Ces projets représentent également d'importants lieux de participation des élèves.

## Paroles d'anciens
« Maintenant, après six ans à la Neuville, j’ai appris que l’école, pour moi, ce n’est pas que des jours de classe. À la Neuville, j’ai joué, j’ai étudié, fait la cuisine, imprimé, fait de la musique… J’ai parlé en réunion, discuté en réunion, pris des décisions en réunion. J’ai aussi appris à analyser les moments, ambiances, les réactions des personnes. ». Une ancienne ceinture marron. Extrait du livre « La Neuville, l’école avec Françoise Dolto ».
« L'école m'a beaucoup apporté, je dois le reconnaître, parce que je venais d'un milieu dit "difficile". J'ai appris à vivre en société et à accepter toutes les problématiques de l'école, et pour cela je les remercie, cependant à ma sortie, j'ai réappris a vivre en société, mais c'est un autre monde a défier, et même aujourd'hui j'ai encore du mal à m'y intégrer ». Une ancienne ceinture Marron
« Je dirai aussi qu’à l’École de la Neuville, on est un être humain, on est un individu. Tandis qu’à l’école traditionnelle, on est un nom de famille dans une classe. Aucun moyen de s’exprimer au collège par exemple, ou alors ils sont presque inexistants ». Une ceinture foncée. Extrait d’une intervention à l’Université de Nanterre.
« L’École de la Neuville c'est comme un livre qu’on a laissé ouvert et dont les pages tournent toutes seules : elle se crée au fur et à mesure que le temps passe. (…) L’École de la Neuville c'est quand même assez compliqué à décrire. (…) L’École de la Neuville c'est comme un cheveu sur la soupe, ça donne à réfléchir. (…) L’École de la Neuville c'est comme dans la pub, quand j’étais petit : si ça n’existait pas il faudrait l’inventer ». Extraits d’un texte collectif, écrit par les Anciens et actuels élèves et enseignants de l’école, à l’occasion du trentième anniversaire.

## Filmographie
- Michel Amram, Fabienne d'Ortoli (1998), Françoise Dolto & La Neuville, 97 min.
- Vincent Blanchet (2006), Parole, l'héritage Dolto. Film Beta-Num, 96 min.
- Michel Amram, Fabienne d'Ortoli (2009), L'Année de Vienne, 86 min.
- Michel Amram, Fabienne d'Ortoli (2010), Fernand Oury, un homme est passé, 105 min.